# Ирис иберийский
Ирис иберийский, или ирис грузинский (лат. Iris iberica) — вид многолетних травянистых корневищных растений рода Ирис (Iris) семейства Ирисовые (Iridaceae), произрастающий в Центральном и Южном Закавказье. Название вида происходит от древнего названия Восточной Грузии (Иберия).

## Ботаническое описание
Корневище из коротких, прижатых друг к другу, приподнимающихся звеньев. Листья располагаются по 3—5 в пучках или при основании цветоноса, узкосерповидные, 3—6 (8) мм шириной, 8—12 (20) см длиной.
Цветонос 10—25 (35) см высотой. Цветки крупные, 8—10 (12) см в поперечнике (в распластанном виде до 16—19 см), без аромата. Наружные доли околоцветника с ложковидно вогнутой внутрь пластинкой, на беловато-желтом фоне в центре — чёрно-коричневое пятно, волоски образуют широкую бородку; внутренние доли с округлой пластинкой, превышающей или равной пластинке наружных долей; окраска варьирует от почти белой или чуть голубоватой до кремовой с бледно-лиловыми или светло-голубыми жилками; трубка околоцветника почти равна завязи.
Семена грушевидные, темно-коричневые, 4—7 мм длиной, 3—4 мм шириной, с крупным молочно-белым присемянником.
Цветение в апреле — мае.

## Систематика

### Таксономия
Вид Ирис иберийский входит в секцию Oncocyclus рода Ирис (Iris) семейства Ирисовые (Iridaceae) порядка Спаржецветные (Asparagales).

### Внутривидовые таксоны
В рамках вида выделяют несколько подвидов:
- Iris iberica subsp. elegantissima (Sosn.) Fed. & Takht.[3] [syn.  Iris elegantissima Sosn. basionym — Ирис изящнейший, или ирис элегантнейший[4]] Сходен с Iris iberica subsp. iberica, отличается более крупным цветком (12—14 см от концов наружных до вершины внутренних долей), бо́льшим разнообразием его окраски и наличием форм с повислыми наружными долями околоцветника, имеющими продолговатую пластинку, со смещённым к концу пятном[1].
- Iris iberica subsp. iberica Внутренние доли околоцветника светлые, контрастно отличаются окраской от наружных; лопасти столбика резко книзу отогнутые[5].
- Iris iberica subsp. lycotis (Woronow) Takht.[2] [syn.  Iris lycotis Woronow basionym — Ирис волчье ухо] Отличается от других подвидов коричнево-пурпурными внутренними долями околоцветника, которые по окраске сходны с наружными долями, пластинка которых слегка выгнута наружу; и почти горизонтальными лопастями столбика[5].

Некоторые авторы считают Iris elegantissima Sosn. и Iris lycotis Woronow самостоятельными видами.